# Frank Iero
Frank Anthony Iero (Belleville, New Jersey, 1981. október 31. –) amerikai gitáros, zeneszerző és énekes, a My Chemical Romance gitárosa, valamint a hardcore punk stílusban játszó Leathermouth együttes énekese.

## Életpályája
Bellevilleben született, és itt végezte el a Queen of Peace Középiskolát. Bár ösztöndíjat kapott a Rutgers Egyetemre, tanulmányait abbahagyta. Iero szülei elváltak, édesanyja nevelte. Édesapja zenész volt, aki nagy hatással volt fiára. Először dobon kezdett el játszani, később tért át a gitárra. 11 éves kora óta játszik zenekarokban.
Mielőtt csatlakozott a My Chemical Romancehez több zenekarban is játszott. Ilyen volt az I Am A Graveyard, Pencey Prep, Hybrid, Sector 12, és a Give Up the Ghost. Iero a hardcore punk stílusban játszó Leathermouth frontembere is egyben, debütáló albumuk az XO volt, melyet 2009 januárjában adott ki az Epitaph Records.
Iero zsűritag volt a hetedik alkalommal megrendezett Independent Zenei Díjátadón, mely a független művészeket támogatja.
2010. március 17-én Iero a My Chemical Romance honlapján bejelentette, hogy feleségével ikreket várnak. 2010-ben született meg két lánya Lily és Cherry Iero. Később, 2012-ben megszületett fiúk, Miles Iero.